# Dragon Booster (jeu vidéo)
Pour la série télévisée, voir Dragon Booster.
Dragon Booster est un jeu vidéo de course sorti en 2005 et fonctionne sur Nintendo DS. Le jeu a été développé et édité par Konami.

## Critiques
Le jeu reçut de très mauvaises notes par la critique.